# Cologne Grand Prix 1982
Il Cologne Grand Prix 1982 è stato un torneo di tennis giocato sul sintetico indoor. È stata la 7ª edizione del Cologne Grand Prix, che fa parte del Volvo Grand Prix 1982. Si è giocato a Colonia in Germania, dal 25 al 31 ottobre 1982.

## Campioni

### Singolare
Kevin Curren ha battuto in finale  Shlomo Glickstein con il punteggio di 2–6, 6–2, 6–3

### Doppio
José Luis Damiani /  Carlos Kirmayr hanno battuto in finale  Hans-Dieter Beutel /  Christoph Zipf con il punteggio di 6–2, 3–6, 7–5